# Savannah, Ohio
Savannah là một làng thuộc quận Ashland, tiểu bang Ohio, Hoa Kỳ. Năm 2010, dân số của làng này là 413 người.

## Dân số
- Dân số năm 2000: 372 người.
- Dân số năm 2010: 413 người.